# Saint-Champ
Saint-Champ (també conegut no oficialment com Saint-Champ-Chatonod) és un municipi francès situat al departament de l'Ain i a la regió d'Alvèrnia-Roine-Alps. L'any 2007 tenia 138 habitants.

## Demografia

### Població
El 2007 la població de fet de Saint-Champ era de 138 persones. Hi havia 60 famílies de les quals 20 eren unipersonals (8 homes vivint sols i 12 dones vivint soles), 20 parelles sense fills i 20 parelles amb fills.
La població ha evolucionat segons el següent gràfic:
Habitants censats

### Habitatges
El 2007 hi havia 93 habitatges, 66 eren l'habitatge principal de la família, 20 eren segones residències i 7 estaven desocupats. 91 eren cases i 2 eren apartaments. Dels 66 habitatges principals, 60 estaven ocupats pels seus propietaris i 6 estaven llogats i ocupats pels llogaters; 2 tenien dues cambres, 11 en tenien tres, 19 en tenien quatre i 34 en tenien cinc o més. 57 habitatges disposaven pel capbaix d'una plaça de pàrquing. A 28 habitatges hi havia un automòbil i a 34 n'hi havia dos o més.

### Piràmide de població
La piràmide de població per edats i sexe el 2009 era:
| Homes | Edats   | Dones |
| ----- | ------- | ----- |
| 0     | 95 o +  | 4     |
| 0     | 90 a 94 | 0     |
| 4     | 85 a 89 | 0     |
| 0     | 80 a 84 | 4     |
| 0     | 75 a 79 | 0     |
| 0     | 70 a 74 | 4     |
| 16    | 65 a 69 | 4     |
| 4     | 60 a 64 | 8     |
| 0     | 55 a 59 | 0     |
| 4     | 50 a 54 | 4     |
| 4     | 45 a 49 | 4     |
| 12    | 40 a 44 | 12    |
| 4     | 35 a 39 | 4     |
| 4     | 30 a 34 | 0     |
| 0     | 25 a 29 | 0     |
| 0     | 20 a 24 | 0     |
| 8     | 15 a 19 | 8     |
| 8     | 10 a 14 | 0     |
| 4     | 5 a 9   | 0     |
| 0     | 0 a 4   | 0     |

## Economia
El 2007 la població en edat de treballar era de 79 persones, 62 eren actives i 17 eren inactives. De les 62 persones actives 60 estaven ocupades (32 homes i 28 dones) i 2 estaven aturades (1 home i 1 dona). De les 17 persones inactives 10 estaven jubilades, 5 estaven estudiant i 2 estaven classificades com a «altres inactius».

### Ingressos
El 2009 a Saint-Champ hi havia 64 unitats fiscals que integraven 140 persones, la mediana anual d'ingressos fiscals per persona era de 18.524 €.

### Activitats econòmiques
Dels 2 establiments que hi havia el 2007, 1 era d'una empresa de construcció i 1 d'una entitat de l'administració pública.
L'any 2000 a Saint-Champ hi havia 11 explotacions agrícoles.

## Poblacions més properes
El següent diagrama mostra les poblacions més properes.